# Anthurium paraguayense
Anthurium paraguayense é uma espécie de plantas com flores. Foi descrito pela primeira vez por Adolf Engler. Anthurium paraguayense pertence ao gênero Anthurium, e é parente de Araceae.
Este tipo de planta pode ser encontrado em:
- Paraguai
- Peru
- nordeste da Argentina
- Bolívia
- centro-oeste do Brasil

## Subespécies
O gênero é dividido nos seguintes tipos:
- A. p. coroicoanum
- A. p. paraguayense